# Leptolalax aereus
Leptolalax aereus es una especie de anfibio anuro de la familia Megophryidae.

## Distribución geográfica
Esta especie habita:
- en Vietnam, en las provincias de Quảng Bình, Nghệ An y Hà Tĩnh;
- en Laos en la provincia de Savannakhet.

## Descripción
En la descripción original, los machos miden de 25.1 a 28.9 mm y las hembras de 27.1 a 38.6 mm.

## Etimología
El nombre específico aereus proviene del latín aereus, que significa cobre, bronce, con referencia a la sombra dorsal de cobre de esta especie.

## Publicación original
- Rowley, Stuart, Richards, Phimmachak & Sivongxay, 2010 : A new species of Leptolalax (Anura: Megophryidae) from Laos. Zootaxa, n.º 2681, p. 35-46[3][4]